# Pecz Ármin (kertész, 1855–1927)
 Pecz Ármin, ifjabb (Pest, 1855. augusztus 16. – Budapest, 1927. május 16.) kertész. Idősb Pecz Ármin (1820–1896), kertész fia, Pecz Samu (1854–1922) építész, műegyetemi tanár testvére.

## Életútja
Apja kertészetében sajátította el a szakmát, majd Eduard Lucas reutlingeni Pomológiai Intézetében tanulta az elméletet. Miután hazatért, Kerepesen 60 katasztrális hold nagyságú területen létesített faiskolát. A szecessziós kertművészet egyik magyarországi képviselője volt. A millenniumi kiállítás kertészeti rendezését ő végezte, valamint a Budavári Palota a századforduló környékén készült kertrészletek az ő munkái. 1899 és 1902 között a Műegyetem parkosításán is dolgozott. Alelnöke volt az Országos Magyar Kertészeti Egyletnek.

## Családja
Felesége Kerstinger Eugénia (1865–1937) volt, Kerstinger György és Klics Alojzia lánya.
Gyermekeik:
- Pecz Terézia Györgyike Flóra (1893–1961)
- Pecz Györgyike Lujza Eugénia (1894–1960)
- Pecz Eugénia (1896–?)
- Pecz Lujza (1898–?)
- Pecz Erzsébet Sarolta (1905–1921)